# مايكل ديكرسون
مايكل ديكرسون (بالإنجليزية: Michael Dickerson)‏ مواليد 25 يونيو 1975 في غرينفيل، هو لاعب كرة سلة أمريكي سابق بدأ مسيرته الاحترافية في سنة 1998 حيث تم اختياره من قبل فريق هيوستن روكتس خلال الدرافت وحمل الرقم 3 و8. يبلغ طوله 6 قدم 5 بوصة (2.0 م). اعتزل اللعب في 2010.

## إحصائيات المسيرة
| السنة   | الفريق          | لعب | بدأ | دقيقة | ميداني% | ثلاثية | حرة   | ارتداد | صنع | استلاب | تصدي | نقطة |
| ------- | --------------- | --- | --- | ----- | ------- | ------ | ----- | ------ | --- | ------ | ---- | ---- |
| 1998–99 | هيوستن روكتس    | 50  | 50  | 31.2  | .465    | .433   | .639  | 1.7    | 1.9 | 0.5    | 0.2  | 10.9 |
| 1999–00 | فانكوفر جريزليز | 82  | 82  | 37.8  | .436    | .409   | .830  | 3.4    | 2.5 | 1.4    | 0.5  | 18.2 |
| 2000–01 | فانكوفر         | 70  | 69  | 37.4  | .417    | .374   | .763  | 3.3    | 3.3 | 0.9    | 0.4  | 16.3 |
| 2001–02 | ميمفيس غريزليس  | 4   | 4   | 31.0  | .313    | .381   | .833  | 3.0    | 2.3 | 0.8    | 0.3  | 10.8 |
| 2002–03 | ميمفيس غريزليس  | 6   | 1   | 14.5  | .417    | .364   | 1.000 | 1.0    | 1.3 | 0.8    | 0.2  | 4.8  |
| المسيرة |                 | 212 | 206 | 35.3  | .432    | .402   | .784  | 2.9    | 2.6 | 1.0    | 0.4  | 15.4 |

## روابط خارجية
- مايكل ديكرسون على موقع إن بي أي (الإنجليزية)
- مايكل ديكرسون على موقع سبورتس رفرنس (الإنجليزية)
- مايكل ديكرسون على موقع كرة السلة الأوروبية.كوم (الإنجليزية)
- مايكل ديكرسون على موقع كلية كرة السلة في سبورتس رفرنس.كوم (الإنجليزية)
- مايكل ديكرسون على موقع ريلجم (الإنجليزية)
- مايكل ديكرسون على موقع بروبوليرز (الإنجليزية)